# Apocephalus spatulicauda
Apocephalus spatulicauda är en tvåvingeart som beskrevs av Borgmeier 1961. Apocephalus spatulicauda ingår i släktet Apocephalus och familjen puckelflugor. Inga underarter finns listade i Catalogue of Life.